# Tankougounadié
Tankougounadié (auch Tankogounadié) ist sowohl eine Gemeinde (französisch commune rurale) als auch ein dasselbe Gebiet umfassendes Departement im westafrikanischen Staat Burkina Faso in der Region Sahel und der Provinz Yagha. Die Gemeinde hat 16.486 Einwohner.